# Primo Bandini
Primo Bandini detto "Noco" (Ravenna, 15 febbraio 1914 – Ravenna, 25 ottobre 1944) è stato un partigiano italiano.

## Biografia
Nativo del piccolo borgo di Carraie, residente a San Zaccaria (ambedue frazioni del Comune di Ravenna), di professione operaio, di fede comunista.
A seguito dell'armistizio dell'8 settembre 1943 entrò a far parte dei primi nuclei GAP della Resistenza nel ravennate, diventando comandante del Distaccamento "Settimio Garavini" della 28ª Brigata GAP "Mario Gordini".

Durante le fasi preparative della "battaglia delle valli", le operazioni militari che portarono alla liberazione di Ravenna nel dicembre 1944 con un'azione congiunta tra le forze alleate e i partigiani, il giovane comandante partigiano, appreso che i tedeschi avevano minato un ponte in località Ville Unite per ostacolare l'avanzata degli Alleati, si portò sul posto disinnescando le mine. Bandini tentò di attraversare la linea del fronte per ricongiungersi alla sua Brigata, ancora impegnata in territorio occupato dai nazisti, ma caduto in mano ai tedeschi a San Zaccaria venne fucilato sul posto.
"Noco è uno dei primi comandanti, con grande ascendente. È una perdita grave, proprio alla vigilia della liberazione. Quante letture assieme a Noco (i sonetti romagnoli) e quanto coraggio e fede aveva", annotò Bulow nel suo Diario alla data 27 ottobre.